# Groupe E des éliminatoires de la Coupe d'Afrique des nations de football 2025
 (juin 2025).
 (juillet 2024).
Le groupe E des éliminatoires de la Coupe d'Afrique des nations de football 2025 est une compétition qualificative pour la phase finale de la Coupe d'Afrique des nations de football 2025, qui se déroule en Maroc.
Navigation
Groupe D Groupe F

## Tirage au sort
Le tirage au sort a eu lieu le 4 juillet 2024 au Johannesburg. Les têtes de série sont désignées via un classement FIFA (construit d'après les résultats lors des dernières FIFA).
Le tirage au sort désigne les équipes suivantes dans le groupe E. Les quarante-huit équipes sont réparties en douze dans quatre chapeaux.
- Chapeau 1 :  Algérie (44e du classement FIFA)
- Chapeau 2 :  Guinée équatoriale (89e du classement FIFA)
- Chapeau 3 :  Togo (120e du classement FIFA)
- Chapeau 4 :  Liberia (142e du classement FIFA)

## Classement
| Rang | Équipe             | Pts | J | G | N | P | Bp | Bc | Diff |  | Résultats (▼ dom., ► ext.) |     |     |     |     |
| ---- | ------------------ | --- | - | - | - | - | -- | -- | ---- |  | -------------------------- | --- | --- | --- | --- |
| 1    | Algérie            | 16  | 6 | 5 | 1 | 0 | 11 | 1  | +10  |  | Algérie                    |     | 2-0 | -   | 5-1 |
| 2    | Guinée équatoriale | 8   | 5 | 2 | 1 | 2 | 5  | 5  | 0    |  | Guinée équatoriale         | 0-0 |     | 1-0 | 2-2 |
| 3    | Liberia            | 4   | 5 | 1 | 1 | 3 | 3  | 7  | -4   |  | Liberia                    | 0-3 | 1-2 |     | 1-0 |
| 4    | Togo               | 2   | 5 | 0 | 2 | 3 | 4  | 10 | -6   |  | Togo                       | 0-1 | -   | 1-1 |     |

- Qualification pour la CAN 2025

## Résultats
| 1re journée                  | Algérie                | 2 - 0   | Guinée équatoriale                         | Stade Miloud-Hadefi, Oran              |                                        |
| 5 septembre 2024 20:00 UTC+1 | Aouar 69e Gouiri 90+5e | (0 - 0) |                                            | Arbitrage : Djindo Louis Houngnandande | Arbitrage : Djindo Louis Houngnandande |
| 5 septembre 2024 20:00 UTC+1 | Mandrea 89e            | Rapport | 33e Asue 45+3e Coco 74e Salvador 74e Ndong | Arbitrage : Djindo Louis Houngnandande | Arbitrage : Djindo Louis Houngnandande |

| 1re journée                  | Togo       | 1 - 1   | Liberia      | Stade de Kégué, Lomé            |                                 |
| 6 septembre 2024 16:00 UTC+0 | Denkey 78e | (0 - 0) | 90+2e Gibson | Arbitrage : Godfrey Nkhakananga | Arbitrage : Godfrey Nkhakananga |
| 6 septembre 2024 16:00 UTC+0 | Djene 60e  | Rapport |              | Arbitrage : Godfrey Nkhakananga | Arbitrage : Godfrey Nkhakananga |

| 2e journée                   | Guinée équatoriale | 2 - 2   | Togo                               | Nuevo Estadio de Malabo, Malabo       |                                       |
| 9 septembre 2024 16:00 UTC+1 | Asue 17e Buyla 75e | (1 - 1) | 45e Aholou 90+5e Laba              | Arbitrage : Pacifique Ndabihawenimana | Arbitrage : Pacifique Ndabihawenimana |
| 9 septembre 2024 16:00 UTC+1 | Asue 28e           | Rapport | 24e Amenyido 82e Klidje 90+6e Laba | Arbitrage : Pacifique Ndabihawenimana | Arbitrage : Pacifique Ndabihawenimana |

| 2e journée                    | Liberia    | 0 - 3   | Algérie                              | Samuel Kanyon Doe Sports Complex, Monrovia |                          |
| 10 septembre 2024 16:00 UTC+0 |            | (0 - 2) | 17e Gouiri 25e Zorgane 80e Bounedjah | Arbitrage : Peter Waweru                   | Arbitrage : Peter Waweru |
| 10 septembre 2024 16:00 UTC+0 | Gibson 55e | Rapport | 55e Zerrouki 82e Khacef              | Arbitrage : Peter Waweru                   | Arbitrage : Peter Waweru |

| 3e journée                  | Algérie                                                   | 5 - 1   | Togo                               | Stade du 19 mai 1956, Annaba |                           |
| 10 octobre 2024 20:00 UTC+1 | Benrahma 29e 55e (pen.) Aouar 68e Gouiri 86e Amoura 90+5e | (1 - 1) | 11e Klidje                         | Arbitrage : Boubou Traoré    | Arbitrage : Boubou Traoré |
| 10 octobre 2024 20:00 UTC+1 | Boudaoui 90+3e                                            | Rapport | 46e Djene 53e Ouro-Gneni 74e Romao | Arbitrage : Boubou Traoré    | Arbitrage : Boubou Traoré |

| 3e journée                  | Guinée équatoriale  | 1 - 0   | Liberia    | Nuevo Estadio de Malabo, Malabo |                           |
| 11 octobre 2024 14:00 UTC+1 | Salvador 34e (pen.) | (1 - 0) |            | Arbitrage : Ahmed Arajiga       | Arbitrage : Ahmed Arajiga |
| 11 octobre 2024 14:00 UTC+1 |                     | Rapport | 64e Ernest | Arbitrage : Ahmed Arajiga       | Arbitrage : Ahmed Arajiga |

| 4e journée                  | Liberia            | 1 - 2   | Guinée équatoriale   | Samuel Kanyon Doe Sports Complex, Monrovia |                            |
| 14 octobre 2024 16:00 UTC+0 | Gibson 53e         | (0 - 1) | 20e Asue 90+4e Hanza | Arbitrage : Brahamou Sadou                 | Arbitrage : Brahamou Sadou |
| 14 octobre 2024 16:00 UTC+0 | Teah 33e Balde 69e | Rapport | 41e Akapo 75e Bikoro | Arbitrage : Brahamou Sadou                 | Arbitrage : Brahamou Sadou |

| 4e journée                  | Togo                      | 0 - 1   | Algérie                      | Stade de Kégué, Lomé                  |                                       |
| 14 octobre 2024 16:00 UTC+0 |                           | (0 - 1) | 18e (pen.) Bensebaini        | Arbitrage : Jean Jacques Ndala Ngambo | Arbitrage : Jean Jacques Ndala Ngambo |
| 14 octobre 2024 16:00 UTC+0 | Agbagno 56e Youssifou 72e | Rapport | 56e Aït-Nouri 90+3e Guendouz | Arbitrage : Jean Jacques Ndala Ngambo | Arbitrage : Jean Jacques Ndala Ngambo |

| 5e journée                   | Liberia             | 1 - 0   | Togo      | Samuel Kanyon Doe Sports Complex, Monrovia |                               |
| 13 novembre 2024 16:00 UTC+0 | Sangare 83e (pen.)  | (0 - 0) |           | Arbitrage : Mohamed Athoumani              | Arbitrage : Mohamed Athoumani |
| 13 novembre 2024 16:00 UTC+0 | Kumeh 71e Pabai 90e | Rapport | 81e Djene | Arbitrage : Mohamed Athoumani              | Arbitrage : Mohamed Athoumani |

| 5e journée       | Guinée équatoriale | 0 - 0   | Algérie                              | Nuevo Estadio de Malabo, Malabo    |                                    |
| 14 novembre 2024 |                    | (0 - 0) |                                      | Arbitrage : Ibrahim Kalilou Traoré | Arbitrage : Ibrahim Kalilou Traoré |
| 14 novembre 2024 | Hanza 90+4e        | Rapport | 67e Madani 70e Mahrez 90+4e Zerrouki | Arbitrage : Ibrahim Kalilou Traoré | Arbitrage : Ibrahim Kalilou Traoré |

| 6e journée       | Algérie                                                            | 5 - 1   | Liberia                          | Stade Hocine-Aït-Ahmed, Tizi Ouzou |                                    |
| 17 novembre 2024 | Mandi 20e · Mahrez 29e · Bounedjah 64e · Gouiri 74e · Amoura 90+5e | (2 - 1) | 6e Dweh                          | Arbitrage : Tanguy Patrice Mebiame | Arbitrage : Tanguy Patrice Mebiame |
| 17 novembre 2024 |                                                                    | Rapport | 21e Koulibaly 45e Sesay 58e Teah | Arbitrage : Tanguy Patrice Mebiame | Arbitrage : Tanguy Patrice Mebiame |

| 6e journée       | Togo                     | 3 - 0   | Guinée équatoriale | Stade de Kégué, Lomé        |                             |
| 17 novembre 2024 | Annor 14e 87e Denkey 53e | (1 - 0) |                    | Arbitrage : Hillary Hambaba | Arbitrage : Hillary Hambaba |
| 17 novembre 2024 | Annor 65e Mawuena 90+3e  | Rapport | 59e Esono          | Arbitrage : Hillary Hambaba | Arbitrage : Hillary Hambaba |